# 油谷夏まつり
油谷夏まつり（ゆやなつまつり）は、山口県長門市の旧油谷町地区で開催される夏祭りの総称。
1971年に町の商工会と観光協会の共催で始まった。第1回は2000人の観衆が見守る中、5チームが盆踊りを披露、2000発の花火が上がった。
とくに2001年からは、油谷町商工会青年部が内容を一新させ、響炎祭（きょうえんさい）とのサブタイトルをつけて盛況になり、テレビ山口のローカル番組「ちぐまや本舗」⇒「週末ちぐまや家族」が取材に来るようになった。
前半は「吠えスティバル」、後半は「楊貴妃花火ファンタジー」となっている。
司会はフリーアナウンサーの大谷泰彦（ヤスベェ）と平山真紀子（マッキー）。
しかし新型コロナウイルス感染症 (2019年)による中止が続いたあと、2023年に実行委員会はまつりの終了を決めた。

## 内容

### 吠えスティバル
“吠える”と“フェスティバル”を合体させた造語。油谷町商工会青年部主催。毎年7月に旧油谷町内の小中学校（2005年度から日置地区も）とラポールゆや、ルネッサながと（中学生以上）で予選会を行い、8月に本選ということで、ステージの上で叫ぶ。叫ぶ内容は自由。声の大きさ （dB） がそのまま点数となる。小学生の部では、団体賞と個人賞がある。一般の部では男女それぞれ上位3名がステージ上に残る。そして決勝では何かの共通の言葉を叫ぶ（2005年、2006年はそれぞれ「ラスベガス」であった）。
個人優勝者への商品
- 小学生：【個人】ユニバーサルスタジオジャパン ペアチケット、【団体】ミュージックギフト券3万円分
- 中学生：東京ディズニーシー ペアチケット（現在、中学生の部は一般に統合）
- 一般：ラスベガス旅行 ペアチケット（男女一人ずつ）

### 楊貴妃花火ファンタジー
花火とレーザーとスモーク、炎を使って幻想的な世界を作り出す花火大会。旧油谷町には楊貴妃にまつわる伝説があり、これで町おこしをしていた。